# Scream Aim Fire (singolo)
Scream Aim Fire è il primo singolo estratto dall'album Scream Aim Fire dei Bullet for My Valentine.

## Il video
Il video diretto dal regista Tony Petrossian, mostra la band esibirsi in un grande magazzino. Durante l'esibizione su uno schermo vengono riflesse immagini di guerra.

## Track listing
US Digital edition
1. Scream Aim Fire – 4:26
2. Eye of the Storm – 4.03
3. Album Preview With Band Commentary – 15:50

CD & UK Digital edition
1. Scream Aim Fire – 4:26
2. Forever And Always (Acustica) – 4:19

Black cover vinyl
1. Scream Aim Fire – 4:26
2. Creeping Death (cover Metallica) – 6:40

Red cover vinyl
1. Scream Aim Fire – 4:26
2. Crazy Train (cover Ozzy Osbourne) – 4:51

## Classifica
| Classifica                  | Posizione raggiunta |
| --------------------------- | ------------------- |
| Official Singles Chart      | 34                  |
| German Singles Chart        | 58                  |
| U.S. Mainstream Rock Tracks | 16                  |
| U.S. Modern Rock Tracks     | 26                  |